# Kustode (Buchherstellung)

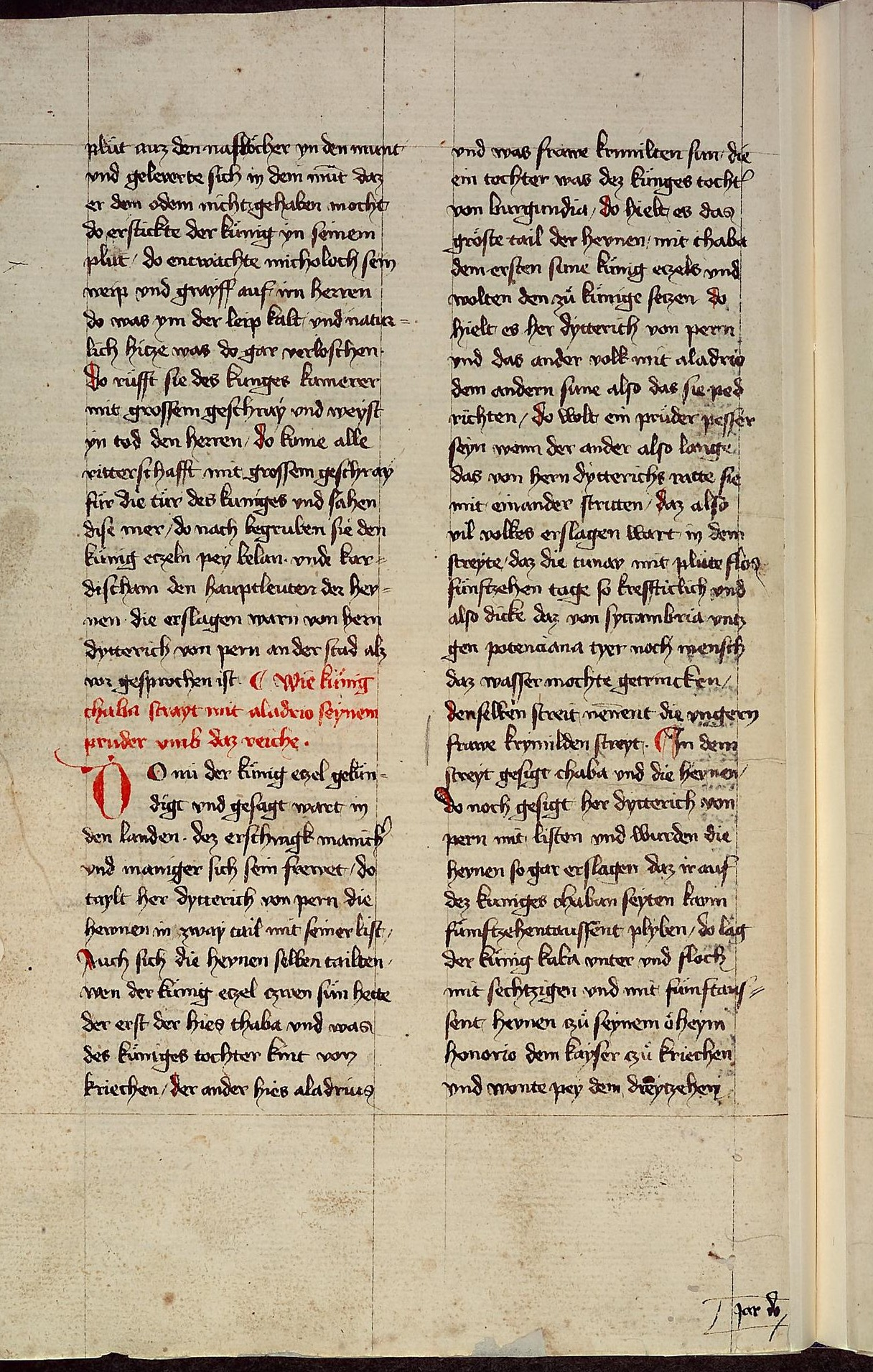
Beispiel Handschrift: aus Cod. Pal. germ. 5, Blatt 35v; Reklamante rechts unten (zwischen 1400 und 1415)

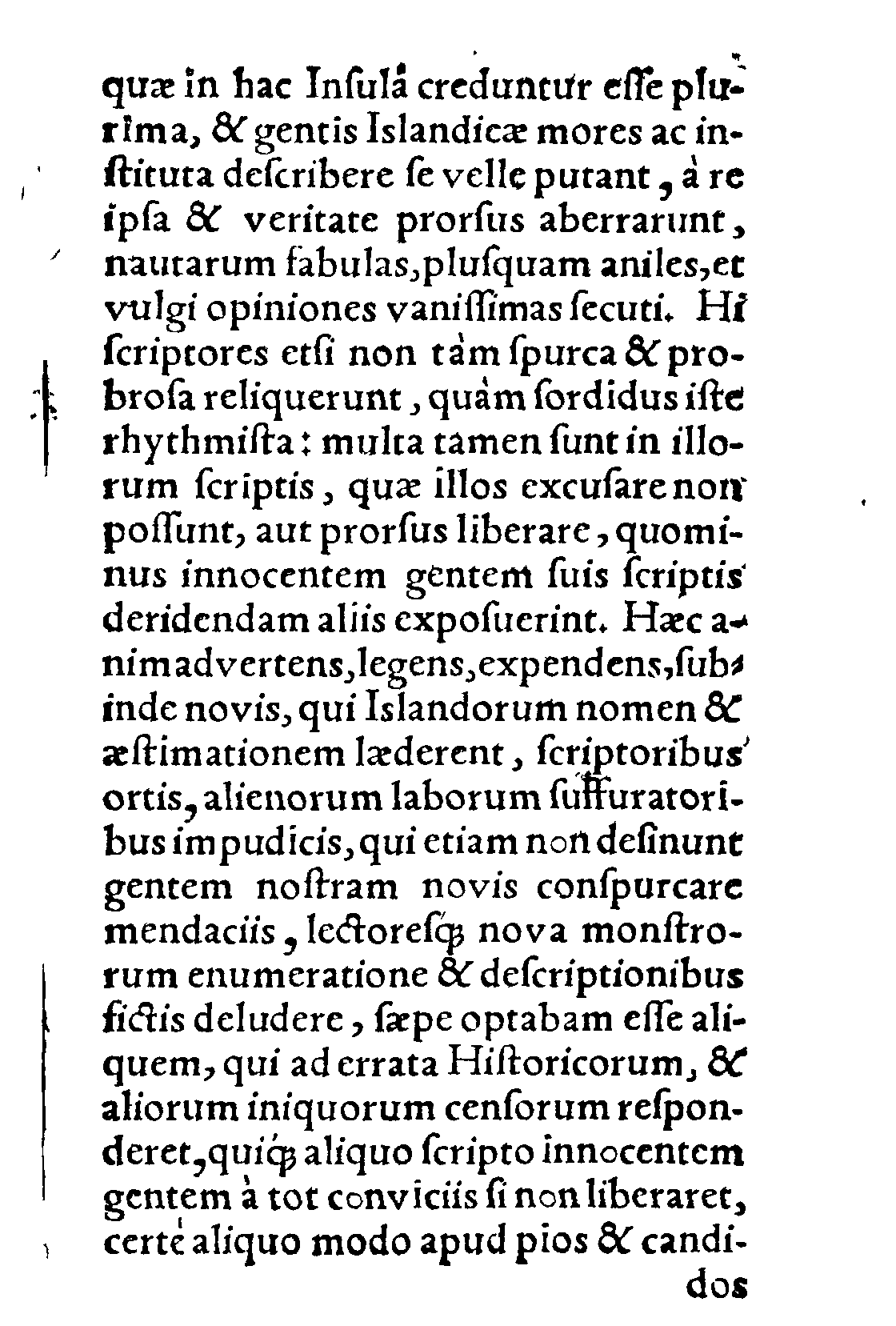
Beispiel Buchdruck. In: Arngrímur Jónsson: Brevis Commentarius de Islandia, S. 13; Kustode rechts unten (1593)

Eine Kustode oder ein Kustos (auch Blatthüter, lateinisch custos ‚Wächter‘) ist die Bezeichnung für die in der rechten unteren Ecke der Seite angebrachte Angabe der Anfangssilbe oder des ersten Worts der Folgeseite. Primär stellt sie eine Hilfe beim Kollationieren vor dem Buchbinden dar und stellt so die richtige Reihenfolge der Seiten sicher.
Sie gehört damit wie die Bogensignatur, die Blatt- oder Seitenzahl zu den Ordnungshilfen von Büchern.
Die Kustode wurde vor Entstehung der industriellen Buchherstellung verwendet und ist im modernen Buchdruck nicht mehr gebräuchlich.
In Handschriften des Mittelalters bedeutet Kustode ebenso die Bezeichnung der Lagen durch Zahlen oder Buchstaben. Das Anfangswort des Folgeblatts wird unten auf das vorhergehende Blatt geschrieben und heißt auch Reklamante. Diese ermöglichten die Kontrolle über den richtigen Textanschluss. Reklamanten finden sich sehr häufig in Handschriften des arabisch-islamischen Kulturraums.
1470 von Italien ausgehend wurden Lagenkustoden in den Buchdruck übernommen. Blatt- und Seitenkustoden waren dann im 16. Jahrhundert vor allem in Reformationsdrucken voll ausgebildet. Die ursprüngliche Rolle der Kustoden als Hilfe zum Kollationieren wurde ergänzt durch eine den Leseprozess unterstützende Funktion.